# Tyranny and Mutation
Tyranny and Mutation är ett hårdrocksalbum av Blue Öyster Cult, släppt på skivbolaget Columbia Records i februari 1973. Det var gruppens andra album totalt. Tyranny and Mutation räknas av kritiker till ett av deras bästa album. 
På LP-versionen var skivan uppdelad i två delar. Sida ett hette "the black side", svarta sidan, och sida två hette "the red side". Den svarta sidan hade röd etikett med svart text och den röda tvärtom. Det första spåret på skivan "The Red and the Black" kan ses som en sorts presentation av de båda skivsidorna. Det var på den svarta sidan man kunde hitta hårdrocken medan den röda sidan var mer lugn, mystisk och ockult. Den här skivan kan också ses som ett mellanläge mellan gruppens psykedeliska debutalbum, och senare mer hårdrocksinriktade musik.
Det hypnotiserande omslaget gjordes av konstnären Bill Gawlik.

## Låtlista
1. "The Red and the Black" (Eric Bloom/Richard Meltzer/Sandy Pearlman/ Albert Bouchard) - 4:24
2. "O.D.'d on Life Itself" (Eric Bloom/Joe & Albert Bouchard/Sandy Pearlman/) - 4:47
3. "Hot Rails to Hell" (Joe Bouchard) - 5:11
4. "7 Screaming Diz-Busters" (Albert Bouchard/Joe Bouchard/Sandy Pearlman/Donald Roeser) - 7:01
5. "Baby Ice Dog" (Eric Bloom/Albert Bouchard/Patti Smith) - 3:28
6. "Wings Wetted Down" (Albert Bouchard/Joe Bouchard) - 4:12
7. "Teen Archer" (Eric Bloom/Richard Meltzer/Donald Roeser) - 3:57
8. "Mistress of the Salmon Salt (Quicklime Girl)" (Albert Bouchard/Sandy Pearlman) - 5:08 
Bonusspår på 2001 års cd-utgåva
9. "Cities on Flame With Rock & Roll" (Richard Meltzer/Albert Bouchard/ Donald Roeser/) - 4:44
10. "Buck's Boogie" (Albert Bouchard/Donald Roeser) - 5:21
11. "7 Screaming Diz-Busters" (Albert Bouchard/Joe Bouchard/Sandy Pearlman/Donald Roeser) - 14:00
12. "O.D.'d on Life Itself" (Eric Bloom/Joe Bouchard/Albert Bouchard/Sandy Pearlman/) - 4:52

## Musiker
- Eric Bloom  - sång, gitarr, synthesizer
- Donald "Buck Dharma" Roeser - gitarr, sång
- Allen Lanier  - keyboards, gitarr,
- Joe Bouchard  - bas, keyboards, sång
- Albert Bouchard - trummor, sång